# هارت أوف ميدلوثيان
نادي هارت أوف ميدلوثيان لكرة القدم (بالإنجليزية: Heart of Midlothian Football Club)‏ نادي كرة قدم اسكتلندي يلعب في دوري الدرجة الممتازة.  تم تأسيس النادي في سنة 1874.